# Keeripatti
Keeripatti es una ciudad y nagar Panchayat situada en el distrito de Salem en el estado de Tamil Nadu (India). Su población es de 10208 habitantes (2011).

## Demografía
Según el censo de 2011 la población de Keeripatti era de 10208 habitantes, de los cuales 5174 eran hombres y 5034 eran mujeres. Keeripatti tiene una tasa media de alfabetización del 75,99%, inferior a la media estatal del 80,09%: la alfabetización masculina es del 83,95%, y la alfabetización femenina del 67,91%.